# The green field
The green field is een studioalbum van Steve Khan. Na een uitstapje in en met het Caribbean Jazz Project kwam Khan na 8 acht jaar weer met een eigen album. Khan gaf toe, dat zijn muziek geheel uit de mode was, maar dat hij toch vooral zelf de noodzaak voelde muziek te blijven maken. Hij schakelde daarom “oude” vrienden in om een album te maken, waarbij de muziek heen en weer slingert tussen gitaarjazz, fusion en latin jazz waarvan hijzelf beweerde nooit meer los te kunnen komen. Twee dagen opnemen in de Avatar Studio te New York was voldoende om het album klaar te krijgen.  
Khan vond dat het vooral DeJohnette was  die schitterde, met name op de tracks als Riot en The green field.
Gedurende de stiltetijd van Khan overleden enkele grootheden uit de jazz/fusionwereld. El Viñón is opgedragen aan Elvin Jones, You stepped aan Don Grolnick en Cosecha aan Tito Puente en Willie Bobo. Het gehele album is opgedragen aan David Tebet.

## Musici
- Steve Khan – gitaar
- John Patittucci – akoestische basgitaar
- Jack DeJohnette – slagwerk
- Manolo Badrena – percussie
- Ralph Irizarry – timbales op 3, 5, 6 en 8
- Roberto Quintero – percussie op 3, 4, 6 en 8

## Muziek
| Nr. | Titel                                                   | Duur  |
| --- | ------------------------------------------------------- | ----- |
| 1.  | El Viñón (Khan)                                         | 9:21  |
| 2.  | Congeniality (Ornette Coleman)                          | 8:07  |
| 3.  | Riot (Herbie Hancock)                                   | 7:31  |
| 4.  | Fist in glove (Khan)                                    | 7:46  |
| 5.  | Cosecha lo que has sembrado (Khan)                      | 7:20  |
| 6.  | Sanctuary/Nefertiti (Wayne Shorter)                     | 7:56  |
| 7.  | Eronel (Thelonious Monk)                                | 5:25  |
| 8.  | You stepped out of a dream (Gus Kahn, Nacio Hebr Brown) | 5:37  |
| 9.  | The green field (El prado verde) (Khan)                 | 18:07 |